# Mala modra preljevica
Mala modra preljevica (lat. Apatura ilia) je vrsta leptira koja živi u večem dijelu Europe i Azije. Nazvana je ovako zbog svoje sličnosti s Velikom modrom preljevicom. Ove dvije vrste moguće je razlikovati po 'oku' viška na prednjem krilu kod male modre preljevice. Nalazi ga se u šumovitim predjelima Središnje Europe. Mala modra preljevica ne uzima nektar s cvjetova već se hrani mednom rosom s drveća ali i izmetom ili strvinama ali za razliku od velike koja se pojavljuje uglavnom sama, mala modra preljevica se viđa i u manjim grupama.
- ♂ Apatura ilia
- ♂ △ Apatura ilia

## Vanjske poveznice
- Fotografije male modre preljevice, gusjenica i kukuljica.
- (engl.) Apartura ilia na Native Butterflies of Europe